# Waldemar von Baussnern
Waldemar von Baussnern, född den 29 november 1866 i Berlin, död den 20 augusti 1931 i Potsdam, var en tysk tonsättare.
von Baussnern var elev vid högskolan i Berlin samt i Kiel för Woldemar Bargiel. Han blev därefter dirigent i Mannheim, Dresden och Köln, i den senare staden även lärare vid konservatoriet. År 1908 blev han direktör för storhertliga musikskolan i Weimar, och 1916 för Hochs konservatorium i Frankfurt am Main. År 1923 blev han sekreterare vid konstakademien och lärare vid akademien för kyrko- och skolmusik i Berlin. von Baussern skrev operor, symfonier, uvertyrer, kör- och kammarmusik samt sånger. Han fullbordade även Peter Cornelius opera Gunlöd.